# 李登辉 (教育家)
李登辉（1873年4月20日—1947年11月19日），字腾飞，祖籍福建省同安縣（今厦门市），生于荷属东印度爪哇巴达维亚（今印度尼西亚雅加达），中华民国教育家，复旦大学校长，基督徒。

## 生平

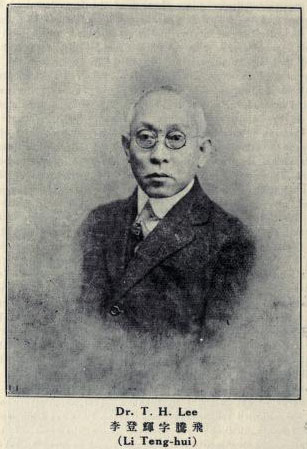
《中国名人录（第三版）》中的李登辉照片

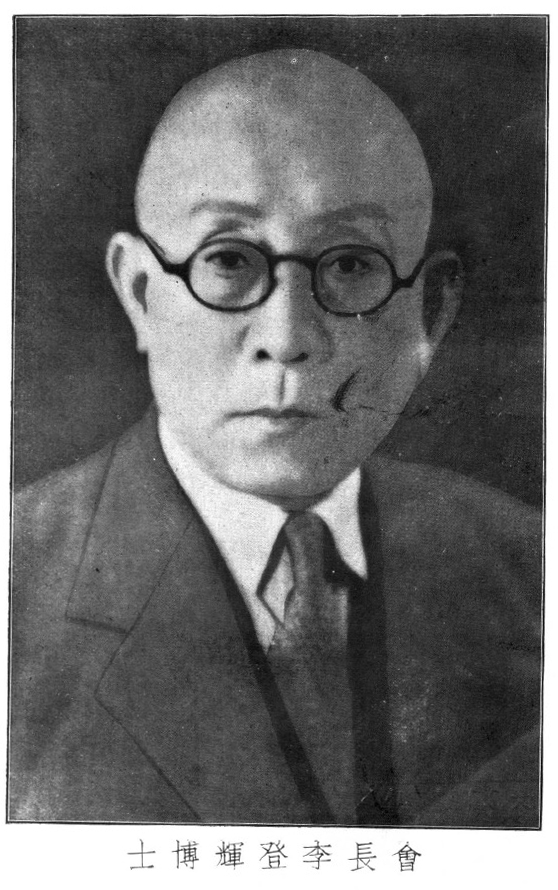

李登輝於1873年4月20日出生於荷属东印度爪哇巴达维亚（今印度尼西亚雅加达）郊外的紅巴村（Parmera），父親是李開元，母親是沈碧娘。李登辉幼年在荷兰人的赞助下接受了初级教育。14岁时，李登辉开始在新加坡的英华学校（Anglo-Chinese School）接受英语教育，由美以美会（M. E. Mission）赞助，由此李登辉一生便在基督教的影响之下。当时该校校长威廉·奥尔德姆牧师（Rev. William Oldham）见其聪明且刻苦，便鼓励并赞助其赴美国深造。19岁时，李登辉赴美国，入俄亥俄卫斯理大学（Ohio Wesleyan University），当时美以美会会督柏锡福（James Whitford Bashford）正任该大学的校长。1897年，李登辉入耶鲁大学，1899年6月毕业。
此后，李登辉回到海峡殖民地（Straits Settlements），在英华学校（Anglo-Chinese School）任教。1901年，他离开该校，在巴达维亚开办了一所与康有为的维新变法有关的英文学校。1905年，李登辉来到上海。同年8月，李登辉与颜惠庆等人在上海创立了寰球中国学生会（World Chinese Students' Federation），李登辉担任会长达十年。李登辉还参加了曾少卿发起的旨在反对美国虐待华侨、华工的抵制美货运动，李登辉参与国际宣传工作。曾少卿将李登辉介绍给复旦公学创办者马相伯。1906年，李登辉出任复旦公学总教习，同时他还在中国公学兼职授课。他参与创办了复旦公学。后来，李登辉赴北京参加清政府举办的留学生考试，获留名存记。1907年，清政府送官费留学生时，派李登辉为江南留学生考试官。1909年，李登辉又被清政府派为浙江省派赴美国留学生的主试官。
1911年辛亥革命时，复旦公学的师生于右任、邵力子等数十人参加革命，复旦公学停课。鄂军都督府都督黎元洪两次电请李登辉去任外交部部长，李登辉复电“不会做官”而谢绝。南北议和时，南方总代表伍廷芳聘李登辉为临时顾问。复旦公学吴淞校舍，在辛亥革命军兴起时被毁损，事后李登辉力图恢复，获革命领袖孙中山、黄兴照顾。南京临时政府指定上海徐家汇李鸿章祠堂为复旦公学校舍，并且特给临时补助费银元一万元。复旦公学于1912年迁到徐家汇开学。后来，李登辉与马相伯商定，聘孙中山为董事长，聘伍廷芳、程德全、颜惠庆、萨镇冰等十余人及复旦公学第一期同学于右任、邵力子为校董，举行校董会成立会议，以研究校务发展等事。半年之后，马相伯因年已72岁，请求退休，遂经校董会同意，改聘教务长李登辉继任校长，马相伯仍担任校董。
1913年至1917年，李登辉任复旦公学校长。1917年至1936年8月，任私立复旦大学第一任校长。
1912年至1913年，李登辉担任英文报纸《Republican Advocate》的总编；同时他还担任中华书局英文部编辑。1906年，李登辉当选为巴达维亚中华会馆（Chung Hwa Guild of Batavia）荣誉成员（Honorary Member）。1915年，李登辉成为美国地理学会会员（Fellow of the American Geographical Society）。1922年，李登辉任淮河管理委员会（Huai River Conservancy，中文原名待查）名誉会长。1919年，李登辉获上海圣约翰大学名誉文学博士学位。1918年，李登辉在学生运动中十分活跃；在巴黎和会（即凡尔赛和平会议，Peace Conference at Versailles）期间，他促成了公共组织的联合会（the League of public organizations）成立，并出任该会临时主席，以抗议《凡尔赛条约》侵害中国的利益，并反对中国在该条约上签字。在华盛顿会议期间，李登辉成为国民外交联合会（People's National Diplomatic Federation）会长，该会代表了中国各地180个组织。除了担任复旦大学校长外，截至1925年，李登辉还担任了许多荣誉职务，例如：
- 上海基督教青年会（Shanghai Chinese Y. M. C. A.）会长；
- 中华基督教青年会全国协会（National Committee of the Y. M. C. A.）副会长；
- 华侨联合会（Over-seas Chinese Association，中文原名待查）会长；
- 寰球中国学生会（World Chinese Students Federation）副会长；
- 联太平洋协会（Pan-Pacific Union）董事；
- 齐鲁大学（Tsinan Institute，推测中文原名为齐鲁大学，待查）董事；
- Shih-pei公学（Shih-pei Public School，中文原名待查）董事；
- 全国基督教教育会（Christian Educational Association of China）董事；
- 华东教会大学联合会（East China Association of Christian Colleges and Universities，中文原名待查）副会长；
- 厦门大学（Amoy University）董事；
- 上海公共租界工部局教育委员会（educational commission of the Shanghai Municipal Council）委员。[1]

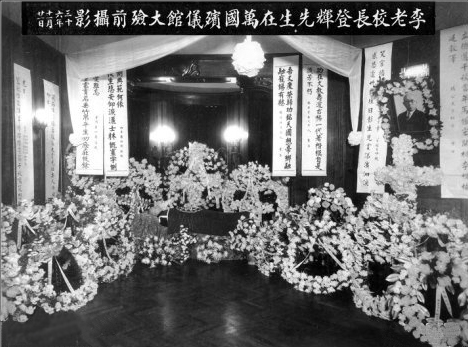
李老校长登辉先生在上海万国殡仪馆大殓前摄影。民國三十六年十一月廿一日

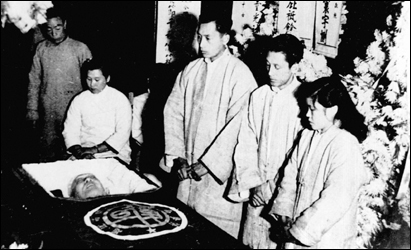
复旦大学老校长李登辉的葬礼

复旦和南洋华侨关系很紧密。李登辉担任复旦校长时，荷属东印度糖王黄奕住（Oei It Tjoe，1868年－1945年）1921年捐献一万元为复旦大学盖一栋楼。该楼1922年落成，被命名为“奕住堂”，今为复旦大学校史馆所在地。1919年8月20日，为了在江湾购买土地兴建新校园，复旦大学共筹得32万元，其中南洋华侨及上海商人总共捐献了上述总金额的三分之二。1927年，复旦大学打破传统，开始招收女生。1928年，荷属东印度商人陈性初捐白银二万两，兴建复旦大学的女生宿舍，但该宿舍日后在战争中遭日本轰炸炸毁。1929年，赴南京出席孙中山奉安大典的南洋华侨领袖均应邀赴复旦大学参观。复旦的足球队、排球队均曾赴新加坡及菲律宾开展友谊赛，或者为大学筹款。
1931年九一八事变后，李登辉召集复旦大学全校师生开会抗日。1936年一天晚上，南京国民政府出动约600名警探及特务进入复旦大学校园抓捕学生，李登辉闻讯出来营救学生，当即在校园内遭到殴打。1936年，李登辉被国民政府威逼而辞去了复旦大学校长之职。1937年日本占领上海后，复旦大学迁往中华民国陪都重庆，李登辉则在复旦大学上海分校坚守，坚持“三不”原则即“不与敌伪来往，不接受敌伪津贴，不得已时宁可停办”。
抗日战争结束后，许多复旦大学学生与李登辉在上海的和平饭店聚餐，李登辉只讲了一句话：“我归国后，一生旨在复旦，一生只当复旦的教授，一生只做复旦的校长。”
1947年7月30日晚间，李登辉突然在华山路寓所中风。1947年11月19日午後4時，李登辉在上海因肺炎病逝。他的墓地位於現今的宋慶齡陵園。

## 家庭
- 妻子：海伦·汤佩琳，是一位牧师的女儿，比李登辉小15岁。[4]毕业于上海清心女学堂。[5]1907年，李登辉与汤佩琳在上海结婚。李登辉初到上海时，不会讲國語，是汤佩琳教他说國語。汤佩琳生育的三男一女，先后夭折。1931年汤佩琳病逝后，李登辉无子女，也未再娶妻。[5][4]

## 逸事
李登辉20世纪初在槟城便已认识林文庆医生。从美国留学毕业归国后，除了在英华学校任教外，后还曾与林文庆在槟城合办私立英文学校。1905年再访槟城时，李登辉又结识了伍连德医生、辜立亭医生（辜鸿铭的亲戚）等人。
李登輝與宋美齡父親宋耀如有舊，蔣宋成婚後，常邀李登輝聚會，李登輝每次談起，說道：為了復旦，總算又去敷衍了(蔣宋)一番。
1905年，李登辉在上海基督教青年会演讲时说：“外国人办得好的事，我们中国人也可以办，不一定要外国人来办。但我们要吸收外国人的长处，发挥中国人的智慧。” 季英伯受到该演说影响，自20岁起便出任李登辉的中文秘书，直到1947年李登辉去世。

## 纪念
- 登辉环路：一条位于复旦大学邯郸路校区的路。
- 相辉堂：位于复旦大学邯郸路校区，以马相伯和李登辉这两位复旦大学校长命名。
- 登辉堂：位于重庆的复旦大学旧址的小楼。
- 登辉堂：复旦大学同学会在上海江湾母校建造。1947年7月5日，国立复旦大学在刚刚落成的登辉堂举行了抗日战争胜利后首次毕业典礼。
- 相辉堂：台灣桃園市私立復旦高級中學之禮堂兼室內綜合體育館。

## 延伸阅读
[在维基数据编辑]
 《游美同學錄·李豋輝》，出自《游美同學錄》
 在维基共享资源阅览影像
- 钱益民：《李登辉传》，上海：复旦大学出版社，2005年，ISBN 9787309044973